# Mosjö socken
Mosjö socken i Närke ingick i Örebro härad, uppgick 1967 i Örebro stad och området ingår sedan 1971 i Örebro kommun och motsvarar från 2016 Mosjö distrikt.
Socknens areal är 33,80 kvadratkilometer land. År 2000 fanns här 2 372 invånare. Orterna Marieberg samt kyrkbyn Mosås med sockenkyrkan Mosjö kyrka ligger i socknen. 

## Administrativ historik
Mosjö socken har medeltida ursprung.
Vid kommunreformen 1862 övergick socknens ansvar för de kyrkliga frågorna till Mosjö församling och för de borgerliga frågorna till Mosjö landskommun. Landskommunen inkorporerade 1952 Täby landskommun och uppgick 1967 i Örebro stad som 1971 ombildades till Örebro kommun. Församlingen uppgick 2010 i Mosjö-Täby församling.
1 januari 2016 inrättades distriktet Mosjö, med samma omfattning som församlingen hade 1999/2000. 
Socknen har tillhört fögderier, tingslag och domsagor enligt vad som beskrivs i artikeln Närke. De indelta soldaterna tillhörde Närkes regemente, Kumla kompani och Livregementets husarkår, Örebro skvadron.

## Geografi
Mosjö socken ligger söder om Örebro med rullstensåsen Mosjöåsen från norr till söder. Socknen är en slättbygd på Närkeslätten med den sedan 1884 torrlagda Mosjön.

## Fornlämningar
Från järnåldern finns ett par gravfält.

## Namnet
Namnet (1314 Mossas) kommer från kyrkbyn och innehåller namnet på Mosjön och ås från höjden kyrkan ligger på.

## Befolkningsutveckling
| Befolkningsutvecklingen i Mosjö socken 1750–1990                                                        | Befolkningsutvecklingen i Mosjö socken 1750–1990 | Befolkningsutvecklingen i Mosjö socken 1750–1990 | Befolkningsutvecklingen i Mosjö socken 1750–1990 | Befolkningsutvecklingen i Mosjö socken 1750–1990 |
| --- | ------------------------------------------------ | ------------------------------------------------ | ------------------------------------------------ | ------------------------------------------------ |
| |                                                  |                                                  |                                                  |                                                  |
| År |                                                  |                                                  | Folkmängd                                        |                                                  |
| 1750 | 1750                                             |                                                  | 529                                              |                                                  |
| 1760 | 1760                                             |                                                  | 564                                              |                                                  |
| 1769 | 1769                                             |                                                  | 579                                              |                                                  |
| 1780 | 1780                                             |                                                  | 576                                              |                                                  |
| 1790 | 1790                                             |                                                  | 620                                              |                                                  |
| 1800 | 1800                                             |                                                  | 685                                              |                                                  |
| 1810 | 1810                                             |                                                  | 714                                              |                                                  |
| 1820 | 1820                                             |                                                  | 709                                              |                                                  |
| 1830 | 1830                                             |                                                  | 843                                              |                                                  |
| 1840 | 1840                                             |                                                  | 968                                              |                                                  |
| 1850 | 1850                                             |                                                  | 1 041                                            |                                                  |
| 1860 | 1860                                             |                                                  | 1 097                                            |                                                  |
| 1870 | 1870                                             |                                                  | 1 274                                            |                                                  |
| 1880 | 1880                                             |                                                  | 1 332                                            |                                                  |
| 1890 | 1890                                             |                                                  | 1 223                                            |                                                  |
| 1900 | 1900                                             |                                                  | 1 141                                            |                                                  |
| 1910 | 1910                                             |                                                  | 1 379                                            |                                                  |
| 1920 | 1920                                             |                                                  | 1 493                                            |                                                  |
| 1930 | 1930                                             |                                                  | 1 417                                            |                                                  |
| 1940 | 1940                                             |                                                  | 1 315                                            |                                                  |
| 1950 | 1950                                             |                                                  | 1 457                                            |                                                  |
| 1960 | 1960                                             |                                                  | 1 640                                            |                                                  |
| 1970 | 1970                                             |                                                  | 2 277                                            |                                                  |
| 1980 | 1980                                             |                                                  | 2 169                                            |                                                  |
| 1990 | 1990                                             |                                                  | 2 247                                            |                                                  |
| Anm: Källor: Umeå universitet - Tabellverket 1749-1859, Demografiska databasen, CEDAR, Umeå universitet |                                                  |                                                  |                                                  |                                                  |